# Orde van de Ceder
De Orde van de Ceder (Frans: Ordre National du Cédre) werd op 31 december 1936 in een  "Legislatief Decreet" ingesteld en is daarmee de jongste van de drie Libanese ridderorden. Oorspronkelijk had deze orde een enkele graad. Op 5 juni 1937 werd het een orde van verdienste met vijf graden zonder evenwel tot de Franse koloniale ridderorden te behoren.
De vijf graden komen vereen met het internationaal protocol.
- Grootlint
- Grootofficier
- Commandeur
- Officier
- Ridder

Men verleent de orde voor bijzondere verdienste voor de Libanese staat en ook voor dapperheid. Men moet ridder in deze orde zijn alvorens men tot een hogere graad kan worden bevorderd. Aan de graden is een pensioen oplopend van 150 pond tot 1000 pond verbonden.
Het kleinood of versiersel van de orde is geïnspireerd door het Legioen van Eer. Men draagt een gouden of zilveren kruis met vijf punten waarop tien gouden of zilveren balletjes zijn gemonteerd. De randen van de wit geëmailleerde armen zijn niet beschilderd. Tussen de armen staan vijf groene Ceders van Libanon met bruine stam. Op het centrale rode medaillon staat op de voorzijde een gekalligrafeerde gouden Arabische inscriptie en op de keerzijde een Libanese vlag.
Er is een verhoging in de vorm van een krans.
De ster is Arabisch vormgegeven. Op de zilveren of gouden ster is een medaillon met Arabisch schrift  en daaromheen een gouden lauwerkrans gelegd.  De ster ligt op een gouden of zilveren vijfhoek. Tussen de armen zijn ceders geplaatst.
Het lint van de orde is rood met een smalle groene bies. 
Men draagt de Orde van de Ceder voor de andere orden tenzij het om de speciale Klasse of het grootlint van de Orde van Verdienste gaat.

## Gedecoreerden
- Amin Maalouf, Frans-Libanees schrijver en voormalig journalist
- Paul-Henri Spaak, Belgisch politicus
- Hala Wardé, Frans-Libanees architect